# Фурнье, Анри (издатель)
Анри́ Фурнье́ (фр. Henri Fournier; 19 ноября 1800 года, Рошкорбон — 6 марта 1888 года, там же) — французский издатель, автор «Трактата о типографии» (Traité de la typographie, 1825). 
Ввёл в моду «компактные издания», из которых были особенно популярны: «Полное собрание сочинений Вольтера» (Oeuvres complètes de Voltaire) в 3-х томах и такое же Руссо в одном томе. Ему же принадлежала целая серия изданий классиков и в том числе Лафонтена.

## Биография
Был учеником типографии Фирмена Дидо (1818—1824), которому позже посвятил свой «Трактат о типографии». Приняв в заведование обширную типографию Мате, Фурнье напечатал богато иллюстрированное издание: «La Touraine».
За повторное издание «Трактата о типографии» в 1855 году получил серебряную медаль на Всемирной выставке 1855 года и стал кавалером ордена Почётного легиона.

## Труды
- «Traité de la typographie» (1825; 1855; 3-е изд., 1870).
- «La Touraine»